# Calcarogyndes
Calcarogyndes is een geslacht van hooiwagens uit de familie Gonyleptidae.
De wetenschappelijke naam Calcarogyndes is voor het eerst geldig gepubliceerd door Mello-Leitão in 1932. 

## Soorten
Calcarogyndes is monotypisch en omvat slechts de volgende soort:
- Calcarogyndes calcar